# Mohîlne, Haivoron
Mohîlne (în ucraineană Могильне) este localitatea de reședință a comunei Mohîlne din raionul Haivoron, regiunea Kirovohrad, Ucraina.

## Demografie
Componența lingvistică a localității Mohîlne
     Ucraineană (98,68%)
     Rusă (1,06%)
     Alte limbi (0,04%)
Conform recensământului din 2001, majoritatea populației localității Mohîlne era vorbitoare de ucraineană (98,68%), existând în minoritate și vorbitori de rusă (1,06%).